# Roy Granata
Domingo Roy Granata (Buenos Aires, Argentina, 12 de febrero de 1922 - Buenos Aires,  19 de agosto de 2005) fue un músico argentino de jazz.

## Biografía
Domingo "Roy" Granata nació en  (Argentina) el 12 de febrero de 1922, segundo hijo de Giuseppino Granata y su madre, Lucía Russo; tuvo dos hermanos: Calógero (nacido en Italia el 6 de enero de 1913) y Alfredo (nacido en Buenos Aires el 9 de marzo de 1926).
Desde muy pequeño comenzó con sus estudios musicales, y en su adolescencia fue profesor de teoría y solfeo, composición, piano, violín y trompeta, y sería éste el instrumento que lo acompañaría el resto de su vida musical.
Al ingresar en el servicio militar, se incorporó en la Banda de Granaderos, y, al finalizar su instrucción, comenzó a trabajar para diferentes orquestas de la noche de Buenos Aires.
En 1954 viajó por trabajo a Medellín (Colombia) con su esposa, Nylda Lammers, y su pequeña hija, Diana Cristina, nacida en febrero de ese año. 
En febrero de 1955 conoció a personajes como Alberto Beltrán, Celia Cruz y Rogelio Martínez en Bogotá (foto a la derecha)

Más tarde, el mismo año, tuvo el honor de conocer a Louis Armstrong en New Orleans (foto a la izquierda) 
Durante 1957 realizó conciertos con Josephine Baker (foto debajo a la derecha) 
Finalmente, Roy Granata, su esposa e hija vivieron en Bogotá hasta fines de 1957; hasta que la nostalgia pudo más y regresaron a Buenos Aires, donde Roy formaría su propia orquesta.

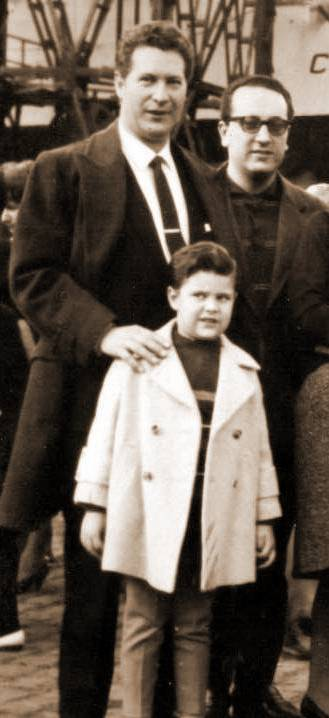
Roy Granata, su hijo Roberto y un amigo en 1964.

En la década de los 50, las grandes orquestas de hasta 12 músicos o más, mal llamadas de jazz, cultivaban todos los géneros, entre ellos, chachachá, mambo, son, rumba, conga, merengue, guaracha y otros. 
En las tardes de sábado y domingo, los auditorios de las más prestigiosas emisoras radiales del momento (LR5 Excelsior 910 kHz de Rivadavia 827, LR3 Belgrano 950 kHz de Ayacucho y Posadas y LR1 El Mundo 1070 kHz de Maipú 555, todas de Buenos Aires) presentaban a la orquesta de Roy Granata y su “Banda De Estrellas”.
En octubre de 1958, nació su segundo hijo, Roberto, que, con el tiempo, también tomaría el camino de la música.

En la década de los 60, fue artista exclusivo de “Cafiaspirina” por varios años. Allí se lo comenzó a conocer como “Roy Granata y su Trompeta de Oro”. 
Las giras por el interior del país y países limítrofes eran rutinarias.
En agosto de 1965 nace su tercer y último hijo: Daniel Jorge.
Este tremendo maestro fue el mentor y profesor del hasta hoy día único gran trompetista paraguayo: Papi Barreto, fallecido en julio de 2007; dejando con esto un precedente de alcance internacional en cuanto a su profesionalidad, don de la enseñanza y excelente persona se refiere.
Participó activamente del PRIMER FESTIVAL NACIONAL DE LA MÚSICA BEAT, realizado el 11 de octubre de 1969, para consagrar a ganadores en ejecución, tema e interpretación. Se eligió para ello el escenario del teatro “El Nacional” de Buenos Aires, habiendo firmado contrato para participar, Los Mentales, Litto Nebbia (momentáneamente separado de “Los Gatos”), Almendra, Los Náufragos, El Grupo de Gastón, Formación 2000, Manal, Grupo Uno, La Barra de Chocolate, Leche Fría, Krema, Apollo 11, Los Cabos, La Banda Oriental (del Uruguay), The Latin Lovers, Jarabe de Menta, Hielo, Yeite Six, El Sonido de Hilbert, La Cofradía de la Flor Solar, Miguel y Los Blues men, y otros. 
https://www.youtube.com/watch?v=AvGeX37n_Ic
El jurado se integró con ocho personalidades de la vida pública, intelectual, comercial y artística del momento: Esther Lucía Haedo, Olga Pinasco, Jorge Andrés, Juan Carlos Kreimer, Miguel Grinberg, Jorge González, Daniel Ripoll, Julio Bornik, periodistas y Carlos Alberto Ferrando (Baterías CAF) y Miguel Ángel Onorato (de Blues – instrumentos musicales).
El festival contó con un grupo de asesores: Asesor musical fue Roy Granata, artístico Moris, literario Eduardo Dalter (autor de “Memorias de un Bohemio”, señalado como el primer libro beat argentino), contando con la diagramación de Guillermo Jorge Actis, coordinación general de Raúl González, sonido de Decoud, conducción de Carlos Riccó, y dirección general de Jorge Parson. Cada conjunto interpretó dos temas inéditos, y el jurado trabajó sobre una escala numérica. También fue tenido en cuenta el aplauso del público.
Fueron finalistas La Barra de Chocolate y Los Mentales, siendo la banda liderada por Pajarito Zaguri la ganadora por pocos puntos con el tema “Alza la voz” y a la vez recibiendo el cantante de Los Mentales una mención especial por la mejor voz del festival. 
A comienzos de los ’70 viajó a la isla caribeña de Aruba donde se radicó por algún tiempo. En los ’70 y ’80 formó parte de grandes orquestas en diferentes teatros porteños (El Nacional, Astros, Cómico, Astral, etc.); hasta que, por una cuestión de costos, estos dejaron de acudir a las orquestas en vivo usando bandas de sonido pregrabadas.
A pesar de no volver a interpretar música en vivo, continuó durante muchos años realizando arreglos musicales para diferentes bandas y orquestas.